# Neuronite vestibular
Neuronite vestibular pode ser uma ataque único de vertigem, uma série de ataques, ou uma condição persistente que diminui em duas semanas. Pode estar associada a náusea, vômito e infecções anteriores do trato respiratório superior. Pode também estar associada a nistagmo. É causada pela inflamação do nervo vestibular, o nervo que conecta o ouvido interno ao cérebro.

## Diagnóstico
Sinais da neurite vestibular incluem nistagmo espontâneo e instabilidade. Se os sintomas persistirem por mais de um mês, recorrerem periodicamente ou evoluírem com o tempo, exames podem ser propostos.
Nesta situação, praticamente todos pacientes serão solicitados para realizarem um audiograma e uma eletronistagmografia (ENG). Um audiograma é um exame de audição necessário para distinguir entre neurite vestibular e outras possíveis causas como doença de Ménière e migrânea.
O exame de eletronistagmografia (ENG) é essencial para documentar as respostas reduzidas características ao movimento de um ouvido.

## Causas
Acredita-se que a neuronite vestibular é causada por uma infecção viral do nervo vestibular que  vai do ouvido interno até o tronco cerebral. Não se sabe qual vírus causa este problema, de fato diversos vírus podem ser capazes de infectar o nervo vestibular. Alguns pacientes irão relatar uma infecção respiratória superior (refriado) ou gripe prévios ao início dos sintomas da neuronite vestibular, outros não terão sintomas virais prévios aos ataques de vertigem.
Uma isquemia localizada aguda pode também ser uma das causas da doença. Assim como desordens do sistema nervoso, como a Esclerose Múltipla.

## Sintomas
O principal sintoma da neuronite vestibular é a vertigem, que aparece subitamente, frequentemente acompanhada de náusea e vômitos. A vertigem geralmente dura por diversos dias ou semanas. Em casos raros, ela pode levar meses para desaparecer completamente. A neuronite vestibular não causa a perda auditiva.